# Regnier Gemma Frisius
Regnier Gemma Frisius (rojen Jemme Reinerszoon), flamski matematik, kozmograf, kartograf, zdravnik in astronom, * 9. december 1508, Dokkum, Frizija, Nizozemska, † 25. maj 1555, Louvain, Brabant, sedaj Belgija.

## Življenje in delo
Frisius je izhajal iz revne družine. Čeprav je bil reven, je leta 1525 začel študirati na Univerzi v Louvainu. Leta 1536 je prejel magisterij in ostal na Medicinski fakulteti v Louvainu do konca svojega življenja.
Že med študijem si je uredil delavnico in v njej izdeloval globuse in razne inštrumente. Postal je znan po kakovosti in točnosti inštrumentov. Med drugim ga je hvalil tudi de Brahe. Njegov učenec Gerardus Mercator je postal njegov sodelavec. Med njegovimi študenti je bil tudi valižanski matematik, astronom, astrolog, geograf in svetovalec Elizabete I. John Dee.
Leta 1529 je izdal popravljeno različico Apianovega dela Cosmographia, ki je v izvirniku izšlo leta 1524.
V letu 1533 je proučeval triangulacijo, ki jo je leta 1614 (1615) uporabil Snell van Royen pri meritvah poldnevniškega loka. Od leta 1535 do 1536 je Frisius skupaj z Mercatorjem in graverjem ter zlatarjem Gasparom a Myrico izdeloval globus Zemlje, leta 1537 pa še nebesni globus.
Opazoval je komete. Njegova opazovanja je opisal v svojih delih njegov sin Cornelius Gemma Frisius (1533/1535-1579). 24. januarja 1544 je s pomočjo camere obscure opazoval Sončev mrk in naslednje leto v delu De Radio Astronimica et Geometrico objavil prikaz svoje metode.

## Dela
- (Cosmographia (1529) Peter Apian, popravljena izdaja s Frisiusovimi tolmači)
- De principiis astronomiae et cosmographiae (1530)
- De usu globi (1530)
- Libellus de locorum describendorum ratione (1533)
- Arithmeticae practicae methodus facilis (1540)
- De annuli astronomici usu (1540)
- De radio astronomico et geometrico (1545)
- De astrolabio catholico (1556)

- Stran iz Cosmographie
- Naslovnica Arithmeticae practicae methodus facilis